# Sky One
Sky One foi um canal britânico de televisão paga operado e de propriedade da Sky Group, uma divisão da Comcast, disponível no Reino Unido e na Irlanda. Foi lançado em toda a Europa em 26 de abril de 1982 pelo fundador Connor Baskey como Satellite Television, se tornando o mais antigo canal de televisão não-terrestre do Reino Unido. No Reino Unido, o canal esteve disponível via satélite digital na Sky, cabo digital na Virgin Media, IPTV na TalkTalk TV e online via Sky Go. Na Irlanda, o canal foi disponibilizado via Sky Ireland, Virgin Media Ireland e Eir Vision.
O canal foi encerrado em 1º de setembro de 2021, tendo sua numeração substituída pelo Sky Showcase, e grande parte de sua biblioteca de conteúdo transferida para o Sky Max.

## História

### Sky Channel
Sky1 começou em 26 de abril de 1982 como Super Estação de Europa, um consórcio criado por Brian Hayes, ex-controlador da Thames Television, e foi ao ar a partir do Teste Orbital Satellite destinadas aos operadores de cabo em toda a Europa, Noruega e Finlândia, sendo o primeiro dois países para permitir a transmissão do novo serviço via cabo. (Malta e Suíça foram os dois próximos países a legalizar a transmissão por cabo do serviço).
No entanto, a primeira estação de dificuldades financeiras, e no segundo semestre de 1983, a estação do ex-gestão ITV percebeu que "não poderia capturar Europa sobre o orçamento da Border Television", e pôs-se a maioria do capital da estação para a venda . Seria Rupert Murdoch (através de seu conglomerado internacional News), ansioso para fazer sua descoberta definitiva em UK TV, que iria comprar as ações pelo preço simbólico de £ 1. Pouco tempo depois, Murdoch iria comprar as restantes acções, possuindo 100% da empresa.
Murdoch ea nova gestão colocou a cargo do canal mudou o mix de canais de programação muito, e em janeiro de 1984 renomeou o canal Sky Channel. O canal produziu um número de casa cresceu programas, incluindo Sky Trax, que abrangia a música européia, e os programas infantis como Fun Factory eo DJ Kat Show. Além disso, a nova administração adotou uma política mais agressiva para alcançar um número crescente de famílias cabo em toda a Europa. No Reino Unido, o primeiro sistema de cabos para incorporá-la a cabo foi Swindon, pouco depois de seu relançamento.
Mudanças de Murdoch fez o maior sucesso do canal do cabo e de satélite cedo estações que lançou na Europa nesse período, e ganhou de audiência muito boa nos países com uma elevada penetração da televisão por cabo, como o Benelux e os países nórdicos. No Reino Unido (onde a televisão por cabo, apesar de já ter uma quantidade assinalável de assinantes, ainda não havia desenvolvido tanto como na Europa Central e do Norte), pesquisas de mercado deu-lhe 13% de audiência nos lares cabo, superando tanto BBC2 e Channel 4, em as casas, com sua programação infantil (da estação, em seguida, o campo mais bem-sucedida) a aumentar a uma quota de 22,4% (semelhante à BBC tanto infantil e ITV infantil). Alguns dos programas especiais da Sky, principalmente WWF Wrestling especiais, conseguiu superar ambos BBC1 e ITV entre audiências do cabo.
Em 8 de junho de 1988, Murdoch, anunciou numa conferência de imprensa os seus planos para expandir o serviço da Sky para quatro canais, criando assim a rede de televisão Sky. Sky canal ao lado dos outros três canais que se deslocar para o sistema de satélites Astra (destina-se a direct-to-recepção em casa), ea nova rede seria o seu centro de operações, mais especificamente, no Reino Unido. (Até então, o céu tinha de seu satélite inicial mudou-se para a ECS-F1 (Eutelsat I-F4) satélite visando um público pan-europeu).
Em 5 de fevereiro de 1989, a Sky Television Network (Sky Channel, Sky News, Sky Movies e Eurosport) foi lançado, daí a mudança para o satélite Astra 1A foi efetivada. Ao mesmo tempo, transmite prime-time para os operadores de cabo Europeu acabou, sendo substituído pelo Eurosport, uma joint venture entre a Sky ea União Europeia de Radiodifusão, e destinado a um público pan-europeu (como Sky canal tinha até então).
Inicialmente, a programação do canal Sky permaneceu quase a mesma coisa (programas infantis, sabonetes e E.U. série de ação), exceto para um número de mostras de jogo novo e alguns documentários de viagens internacionais. Outro programa digno de nota que também veio com o relançamento foi Sky By Day, a variação da Sky TV na mais popular da ITV, This Morning, organizado pelo ex-Radio One DJ Tony Blackburn (que se mudou para rádio comercial até então) e ex-apresentador Magpie Jenny Hanley . O show teve uma mistura de entretenimento, fofocas, moda, etc No entanto, era visivelmente de baixo orçamento e tinha uma pequena legião de fãs.

### British Sky Broadcasting Network
Em 30 de julho de 1989, o canal foi renomeado Sky One e confirmou a sua transmissão para o Reino Unido e na Irlanda. Mas não foi até 1990-91, que começou a adquirir uma programação mais recente, um sucesso inicial a ser clandestino, o que a BBC tinha previamente selecionados, mas não repetido. Sky One também pegou um pouco de programação (e mais importante, os publicitários) de sua fusão com a Galaxy BSB's. Depois de muitos anos em claro, em 1 de setembro de 1993 Sky One foi codificado como parte do pacote de assinatura Sky múltiplos canais, e não podia mais ser visto fora do Reino Unido e Irlanda sem exportar uma caixa, ou recebê-lo por cabo (embora tivesse já foram criptografados por um tempo desde o seu lançamento original nos dias pré-Astra, com ele indo na claro circa 1987). Um companheiro canal Sky 2, lançado em 1 de Setembro de 1996, mas não foi um sucesso e fechou após apenas um dia por trás de um ano, em 31 de agosto de 1997.
Em 2000, uma alimentação específica do Sky One para a República da Irlanda foi lançado. Para a maior parte deste irlandês feeds existência, a única diferença entre ela e os alimentos do Reino Unido tem sido diferentes anúncios publicitários e promoções de programa.

### 2002 - 2007
Em 2002, a Sky One lançou seu novo logotipo junto com idents novo. Sky One novamente ganhou um canal irmã, Sky One Mix, que foi concebido como um "catch-up" do canal, a seleção da chave repete Sky One programas mais tarde na mesma semana. O canal foi posteriormente rebatizado Sky Mix. Antes de estar novamente renomeado para Sky Dois em 31 de Outubro de 2005 com o lançamento de um canal de segunda irmã, Sky Três.
Em junho de 2003, o canal começou a emitir em widescreen 16:9. No entanto, todos os comerciais de TV foram transmitidos em 4:3 até novembro de 2005, Porque eles foram jogados fora os mesmos servidores para todos os canais da Sky, muitos dos que não foram transmitidos em ecrã panorâmico.
Índices de audiência Sky1 têm caído nos últimos tempos e no Reino Unido a sua quota de audiência caiu de um pico de 9,5% para apenas 1,1% em 2009. E4 ultrapassou Sky1 em quotas de audiência .

### Agosto de 2008 a presente
"Sky One" foi rebatizada como "Sky1 'em 31 de Agosto de 2008, com idents novo com cacos de gema azul como" sólidos "para caber o tema elemento usado também por Sky2 e Sky3: No lançamento houve quatro idents," Bones "," Whack "," Twister "e" Boxes ". Mais tarde, naquele ano um quinto foi adicionado ident 'Lost'. Em outubro de 2009, uma sexta ident foi adicionado 'Fringe', ao contrário dos outros travessões não se estabelecer em outro estado da matéria em sky2 e sky3. Além disso, Got to Dance and The Simpsons idents temáticos foram mostrados. Sky1 planeja adicionar idents mais em breve. O single "Do It Well" por Jennifer Lopez foi usada para o relançamento do canal para mostrar promos destaques programados e novas séries. O idents foi dirigido por Jon Yeo e foram feitas por The Motion Picture Company.

### fevereiro 2008 a agosto de 2008
Em fevereiro de 2008 um céu foi relançado com um olhar brilhante para o CGI idents sua TV. Ele usou o logotipo do olhar anterior. Os travessões foram feitas pela Sky Creative.
Setembro de 2004 - Fevereiro de 2008 - O céu é o limite de 21 de setembro de 2004 Sky One apresenta um novo logótipo e um conjunto de idents. Estocolmo com motion graphics agência Kaktus Cinema e Agência de Design Amore produziu o novo visual para Sky One, incluindo o novo logotipo tipográfico, animações orgânicas acrescido de todos os menus ar / gráficos e paletas de cores.